# ライアン・フレイザー
ライアン・フレイザー（Ryan Fraser、1994年2月24日 - ）は、スコットランド・アバディーン出身のプロサッカー選手。スコットランド代表。サウサンプトンFC所属。ポジションはミッドフィールダー。
身長163cmとサッカー選手の中では小柄で、2013年からプレミアリーグで最短身長選手である。

## クラブ経歴
地元クラブであるアバディーンFCのアカデミーで育成され、2010年5月にクラブとプロ契約を締結。同年10月のハート・オブ・ミドロシアンFC戦でプロデビューを果たした。
2013年1月18日、フットボールリーグ1のAFCボーンマスと3年契約を結んだ。移籍金は40万ポンド。
2016年12月4日のリヴァプールFC戦では0–2で負けている状態から途中出場し、1点目のPKを成功させ3点目をアシストした。
2015年6月26日、フットボールリーグ・チャンピオンシップのイプスウィッチ・タウンFCへのシーズン終了までのレンタル移籍が発表された。
2020年9月7日、ニューカッスル・ユナイテッドFCと2025年6月までの5年契約を結んだことが発表された。
2023年8月26日、サウサンプトンFCにレンタル移籍した。プレミアリーグ昇格に貢献。
2024年8月30日、サウサンプトンに移籍した。

## 代表歴
U-19年代からスコットランド代表に選ばれている。2017年3月、イングランド代表との親善試合でA代表デビュー。2018年11月17日、UEFAネーションズリーグのアルバニア戦で代表初ゴールを決めた。

### 代表戦での得点
| # | 開催日         | 会場                           | 対戦国       | 得点 | 結果 | 大会                          |
| - | -------------- | ------------------------------ | ------------ | ---- | ---- | ----------------------------- |
| 1 | 2018年11月17日 | ロロ・ボリーチ・スタジアム     | アルバニア   | 1–0  | 4–0  | UEFAネーションズリーグ2018-19 |
| 2 | 2020年10月14日 | ハムデン・パーク               | チェコ       | 1–0  | 1–0  | UEFAネーションズリーグ2020-21 |
| 3 | 2021年3月28日  | ブルームフィールド・スタジアム | イスラエル   | 1–1  | 1–1  | 2022 FIFAワールドカップ予選   |
| 4 | 2021年3月31日  | ハムデン・パーク               | フェロー諸島 | 4–0  | 4–0  | 2022 FIFAワールドカップ予選   |

## タイトル

### クラブ
ボーンマス
- フットボールリーグ・チャンピオンシップ：2014-15